# Вайнрайх, Макс
Макс Вайнрайх (Мейер Лазаревич Вайнрайх, идиш מאקס וויינרייך‎, англ. Max Weinreich; 22 апреля 1894 года, Гольдинген, Курляндская губерния, Российская империя — 29 января 1969 года, Нью-Йорк, США) — американский лингвист-германист, один из крупнейших специалистов в области идиша и основателей YIVO (Еврейского научного института) в Вильне и позже в Нью-Йорке.
Макс Вайнрайх опубликовал статью Der YIVO un di problemen fun undzer tsayt , в которой процитировал неназванного учителя английского языка, сообщившего ему, что «Язык — это диалект, у которого есть армия и флот»; позже эта фраза стала расхожим афоризмом. Автор монументальной четырёхтомной «Истории еврейского языка».

## Биография
Мейер Лазаревич Вайнрайх родился 22 апреля 1894 года в городе Кулдига, в семье Лазаря Вайнрайха и Софии Гутман. Обучался в Кулдиге в немецкой школе, потом — в русской школе в Либаве. C 1909 по 1912 год проживал в Санкт-Петербурге, где обучался в частной еврейской школе для мальчиков.
В 1925 году Мейер Вайнрайх основал в Вильне в своей квартире Еврейский научный институт (Yidisher Visnshaftlekher Institut), который позднее был преобразован в Институт еврейских исследований (YIVO). Был директором этого Еврейского научного института с 1925 по 1939 год.
После начала II мировой войны Мейер Вайнрайх вместе с женой Региной Шабад-Вайнрайх (дочерью Тимофея Шабада) и сыном Уриэлем находился в Дании. Регина Шабад-Вайнрайх вернулась в Вильнюс, а Мейер Вайнрайх вместе с сыном в марте 1940 года перебрался в США. В Нью-Йорке он стал преподавать идиш в Сити-колледж и заниматься реорганизацией YIVO.

## Научная деятельность
Макс Вайнрайх перевёл на идиш некоторые сочинения Зигмунда Фрейда и Эрнста Толлена. Ему также принадлежит афоризм «Язык — это слишком важная вещь, чтобы доверять его языковедам».

## Семья
- Жена — Регина Тимофеевна Вайнрайх (урождённая Шабад, 1898—1974), дочь виленского врача и общественного деятеля Т. О. Шабада, двоюродная сестра филолога-романиста Е. М. Вольф.
  - Сын — Уриэл Вайнрайх (1926—1967), американский лингвист-германист, один из пионеров социолингвистики и специалист в области идиша.
  - Сын — Габриэл Вайнрайх (1928—2023[3]), физик, специалист в области акустики, профессор Мичиганского университета, священник епископальной церкви (1985); впервые с коллегами экспериментально продемонстрировал генерацию второй оптической гармоники (1961).
- Племянник — Теодор Шабад, географ.

### Сочинения
- Der Onheyb: zamlbukh far literatur un visnshaft, redaktirt fun D. Aynhorn, Sh. Gorelik, M. Vaynraykh, 1922.
- Mekhires-Yosef: … aroysgenumen fun seyfer «Tam ve-yashar» un fun andere sforim …, 1923.
- Shtaplen fir etyudn tsu der yidisher shprakhvisnshaft un literaturgeshikhte, 1923.
- Bilder fun der yidisher literaturgeshikhte fun di onheybn biz Mendele Moykher-Sforim, 1928.
- Praktishe gramatik fun der yidisher shprakh F. Haylperin un M. Vaynraykh, 1929.
- Das Jiddische Wissenschaftliche Institut («Jiwo») die wissenschaftliche Zentralstelle des Ostjudentums, 1931.
- Di shvartse pintelekh. Vilne: Yidisher visnshaftlekher institut, 1939.
- Di Yidishe visnshaft in der heyntiker tsayt. Nyu-York: 1941.
- Hitlers profesorn : heylek fun der daytsher visnshaft in daytshland farbrekhns kegn yidishn folk. Nyu-York: Yidisher visnshaftlekher institut, Historishe sektsye, 1947.
- Fun beyde zaytn ployt: dos shturemdike lebn fun Uri Kovnern, dem nihilist, 1955

## Источник
- David E. Fishman, The Rise of Modern Yiddish Culture, University of Pittsburgh Press (2005), ISBN 0-8229-4272-0.
- Gershon David Hundert, YIVO Encyclopedia of Jews in Eastern Europe, Yale University Press (2008), ISBN 0-300-11903-8.
- S. Mchombo, «Nyanja» / Keith Brown, Sarah Ogilvie, eds., Concise encyclopedia of languages of the world, стр. 793